# Eco Fighters
Eco Fighters, conosciuto in Giappone come Ultimate Ecology (アルティメット エコロジー?, Arutimetto Ekorojī), è un videogioco arcade pubblicato da Capcom sul sistema CPS-2 nel dicembre 1993. Il gioco è uno sparatutto a scorrimento orizzontale, dove il giocatore controlla una nave con una torretta che ruota attorno ad essa. Come suggerito da entrambi i suoi titoli, il gioco ha come tema l'ecologia. Inoltre è stato sviluppato dallo stesso team dei due giochi arcade di Mega Man ovvero Mega Man The Power Battle e Mega Man The Power Fighters. Capcom ha ripubblicato Eco Fighters per PlayStation 2 e Xbox nel 2006 come parte di Capcom Classics Collection Vol. 2 e Capcom Classics Collection Reloaded per PSP. Il gioco fu anche reso disponibile sul servizio online GameTap.

## Trama
In un lontano futuro, la colonizzazione spaziale è molto progredita, alcune aziende non esitano a sfruttare interi pianeti fino a distruggerli. Un famoso scienziato, il dottor Moly, sta sviluppando un veicolo spaziale per fermare le azioni criminali della più grande multinazionale dell'universo, la Goyolk, che è colpevole di aver inquinato il suo pianeta.